# Oss (gemeente)

Topografische gemeentekaart van Oss, per september 2022

Oss is een gemeente in de provincie Noord-Brabant, in Nederland. De grootste kern van de gemeente is de stad Oss.
In 1994 zijn de gemeenten Berghem en Megen, Haren en Macharen bij Oss gevoegd. In 2003 werd de gemeente Ravenstein vrijwillig bij Oss gevoegd. In 2011 is de gemeente Lith vrijwillig samengevoegd.
In 2015 is de gemeente verder uitgebreid met de kern Geffen, door de opheffing van de gemeente Maasdonk. De overige twee kernen van die gemeente, Vinkel en Nuland, zijn naar de gemeente 's-Hertogenbosch gegaan.

## Geografie
De gemeente ligt tussen de gemeenten 's-Hertogenbosch en Wijchen. De gemeentegrenzen volgen aan de noordkant de meanders van de rivier de Maas. Met de oeverwallen die zich naar het noorden uitstrekken tussen de bochten van de Maas is de gemeente Oss een van de meest noordelijk gelegen gemeentes van Noord-Brabant.
Aan de overkant van de rivier ligt het Land van Maas en Waal met de aangrenzende Gelderse gemeentes (van west naar oost) Maasdriel, West Maas en Waal, Druten en Wijchen. Verder grenst de gemeente Oss aan (met de klok mee) de gemeentes Land van Cuijk, Maashorst, Bernheze en 's-Hertogenbosch.
Belangrijke verkeersroutes die door de gemeente lopen zijn de A59 (Serooskerke bij Zierikzee – Knooppunt Paalgraven bij Oss) en de A50 die vanuit Emmeloord via Apeldoorn en Arnhem naar Oss loopt, en vanaf Knooppunt Paalgraven verder is doorgetrokken naar Eindhoven. De N329, ook 'Weg van de Toekomst' genoemd, verbindt het knooppunt Paalgraven (A50/A59) met de Dorpenweg (eerder N626) van Lith naar Ravenstein en de veerpont bij Megen.
Verder is er de spoorlijn Tilburg - Nijmegen, met drie stations (Oss West, Oss en Ravenstein), waarvan station Oss een intercitystation is. De sprinters rijden heen en weer tussen 's-Hertogenbosch en Nijmegen. Verder rijden er nog streekbussen: de lijnen Eindhoven-Oss, Oss-Uden-Veghel.
Opvallende waterwegen zijn de Maas in het noorden, en de Hertogswetering van Grave naar Gewande die de stad Oss pal aan de noordzijde passeert. Ook is er een zijarm van de Maas gegraven, waarvandaan sinds de jaren 60 van de twintigste eeuw het Burgemeester Delenkanaal naar de haven in Oss loopt.

## Verkeer

### Autoverkeer
Oss ligt redelijk centraal voor andere steden, in noordoostelijke richting zijn Arnhem, Nijmegen, Apeldoorn en Zwolle te bereiken via de A50. In zuidoostelijke richting zijn Veghel en Eindhoven via dezelfde rijksweg te bereiken. In zuidwestelijke richting zijn 's-Hertogenbosch en Waalwijk (maar ook Zierikzee) bereikbaar via de A59. In noordelijke richting (N329) zijn Oss-Centrum, Oss- Industrie, Haven Oss, Megen en Druten snel te bereiken. Via de voormalige N603 in zuidelijke richting zijn Heesch, Nistelrode, Vorstenbosch en Veghel te bereiken. Op de N625 in noordwestelijke richting zijn Lithoijen, Lith, Maren-Kessel, 't Wild, Empel toegankelijk. In zuidelijke richting vanaf de N625 is het Frans Heesenstadion toegankelijk. Op de N324 zijn vanaf knooppunt Paalgraven Schaijk en Grave beschikbaar. Vanaf Ravenstein in oostelijke richting via de N277 is Zeeland en Uden toegankelijk.

### Busverkeer
Oss heeft bij station Oss een busstation. Oss voert daarom ook grote lijnen uit in de gehele zuidoostelijke provincie. Lijnen zijn: Eindhoven-Veghel-Uden-Oss. Zeeland-Schaijk-Oss. Oss-Maren Kessel-Empel-'s-Hertogenbosch. Oss had tot 2014 twee stadsbuslijnen. Deze zijn in 2015 opgehouden te bestaan.

### Treinverkeer
Oss heeft drie stations: station Oss, station Oss West en station Ravenstein. In 1881 kwam het station Oss gereed, en daarmee de spoorlijn van 's-Hertogenbosch naar Nijmegen, aangelegd door de Nederlandsche Zuid-Ooster Spoorweg-Maatschappij. Na jarenlang buiten bedrijf te zijn geweest rijden er sinds 2009 weer goederentreinen over het enkelsporige traject naar het bedrijventerrein. Veevoederfabrikant Cehave wordt daar bediend. Er is sprake om de spoorlijn door te trekken om een verderop gelegen containerbedrijf ook een spooraansluiting te gaan geven. Als reden dat Cehave nieuw leven laat blazen in haar spooraansluiting zijn de ervaringen in het nabijgelegen Veghel. Al deze stations zijn gelegen aan de Brabantse Lijn (Tilburg - Nijmegen). In beide richtingen stopt tweemaal per uur een sprinter op station Oss en station Oss West en twee intercity's op station Oss. De intercity's rijden tussen Zwolle en Roosendaal, de sprinter rijden tussen Arnhem en Dordrecht.

### Verkeer op het water
Oss is sinds 1994 een van de weinige plaatsen in Zuid-Nederland met een haven voor schepen tot 2000 ton. De Maashaven van Oss is toegankelijk voor de grootste binnenvaartschepen, tweebaksduwvaart en kruiplijncoasters. De Containerterminal Oss voert frequente diensten uit op Rotterdam en Antwerpen. Oss ligt op ruim 100 kilometer van Rijnmond, Scheldemond, IJmond en Ruhrgebied. Ook heeft de gemeente Oss een sluis in Lithoijen.

## Inwoners
De gemeente Oss telde op 22 november 2024 94.634 inwoners op een oppervlak van 170,6 km² (bron: CBS).

## Kernen

### Steden en dorpen
| Woonplaats (BAG)               | Inwoners 2023 |
| ------------------------------ | ------------- |
| Berghem                        | 11.100        |
| Demen                          | 180           |
| Deursen (inclusief Dennenburg) | 740           |
| Dieden                         | 225           |
| Geffen                         | 5.095         |
| Haren                          | 760           |
| Herpen (inclusief Koolwijk)    | 2.925         |
| Huisseling                     | 350           |
| Keent                          | 50            |
| Lith                           | 3.165         |
| Lithoijen                      | 875           |
| Macharen                       | 755           |
| Maren-Kessel                   | 1.410         |
| Megen                          | 1.720         |
| Neerlangel                     | 75            |
| Neerloon                       | 200           |
| Oijen                          | 1.255         |
| Oss                            | 59.740        |
| Overlangel                     | 460           |
| Ravenstein                     | 3.175         |
| Teeffelen                      | 190           |

* Voor de kleinere kernen van de voormalige gemeente Ravenstein (zie onder) heeft het inwoneraantal betrekking op het gehele kerngebied en niet alleen op de woonkern (bebouwde kom) zelf.
Overige officiële kern:
- 't Wild

### Buurtschappen
Naast deze officiële kernen bevinden zich in de gemeente de volgende buurtschappen: Achterste Heide, Duurendseind, Gement, Boveneind, Benedeneind, Kleine Koolwijk en Voorste Heide

## Oorspronkelijke indeling
De huidige gemeente Oss is tot stand gekomen na vier opeenvolgende herindelingen, in 1994, 2003, 2011 en 2015. Hieronder volgt een overzicht van de voormalige gemeenten en de officiële kernen ervan:

## Politiek

### Gemeenteraad
De gemeenteraad van Oss bestaat uit 37 zetels. Hieronder de behaalde zetels per partij bij de gemeenteraadsverkiezingen sinds 1994:
| Gemeenteraadszetels        | Gemeenteraadszetels | Gemeenteraadszetels | Gemeenteraadszetels | Gemeenteraadszetels | Gemeenteraadszetels | Gemeenteraadszetels | Gemeenteraadszetels | Gemeenteraadszetels |
| Partij                     | 1994                | 1998                | 2002                | 2006                | 2011                | 2014                | 2018                | 2022                |
| -------------------------- | ------------------- | ------------------- | ------------------- | ------------------- | ------------------- | ------------------- | ------------------- | ------------------- |
| Voor De Gemeenschap        | 5                   | 3                   | 5                   | 6                   | 8                   | 11                  | 10                  | 11                  |
| SP                         | 9                   | 13                  | 15                  | 11                  | 9                   | 9                   | 11                  | 8                   |
| CDA                        | 11                  | 8                   | 8                   | 7                   | 6                   | 7                   | 4                   | 4                   |
| VVD                        | 3                   | 5                   | 4                   | 4                   | 6                   | 3                   | 4                   | 3                   |
| D66                        | 2                   | 1                   | -                   | -                   | 2                   | 2                   | 2                   | 3                   |
| GroenLinks                 | -                   | -                   | 1                   | 1                   | 1                   | 1                   | 2                   | 3                   |
| Beter Oss                  | -                   | -                   | -                   | -                   | -                   | 2                   | 3                   | 2                   |
| Dynamisch Democratisch Oss | -                   | -                   | -                   | -                   | -                   | -                   | -                   | 1                   |
| Forum voor Democratie      | -                   | -                   | -                   | -                   | -                   | -                   | -                   | 1                   |
| PvdA                       | 3                   | 3                   | 2                   | 5                   | 4                   | 2                   | 1                   | 1                   |
| Trots op Nederland         | -                   | -                   | -                   | -                   | 1                   | -                   | -                   | -                   |
| Duurzaam Nederland         | -                   | -                   | -                   | 1                   | -                   | -                   | -                   | -                   |
| Totaal                     | 33                  | 33                  | 35                  | 35                  | 37                  | 37                  | 37                  | 37                  |
| Opkomst                    |                     |                     |                     | 57,81%              | 42,93%              | 40,94%              | 51,33%              | 47,48%              |

Raadsgriffier:
- Dhr. drs. P.H.A. (Roger) van den Akker

### College van B en W
College van burgemeester en wethouders sinds 27 mei 2025:
Burgemeester:
- Mw. mr. F.T. (Froukje) de Jonge (CDA), Openbare orde en veiligheid, Dienstverlening, Organisatie, Regionale samenwerking en internationalisering, Stadspromotie, Communicatie, Global Goals, ICT.

Wethouders:
- Dhr. mr. F.F.G.P. (Frank) den Brok (VDG), 1e locoburgemeester, Financiën, Belastingen, Economie, Bedrijventerreinen, Haven, Grondbedrijf, Vastgoed, Plan Walkwartier, Plan Lievekamp, aandachtsbestuurder voor wijk- en dorpsraden van Herpen, Ravenstein en Oss centrum.
- Dhr. T.W.G. (Thijs) van Kessel (VVD), 2e locoburgemeester, Zorg, WMO, Welzijn, Gezondheidsbeleid, Jeugd- en jongerenwerk, Burgerparticipatie, Verenigingen, Subsidiebeleid, Recreatie en Toerisme, Evenementen, Integratie en Inburgering, aandachtsbestuurder voor wijk- en dorpsraden van Lith en Oss Noord West.
- Dhr. S.M.J. (Sidney) van den Bergh (CDA), 3e locoburgemeester, Ontwikkeling stedelijk gebied en Spoorzone, Woonbeleid en volkshuisvesting, Ruimtelijke ordening, Omgevingswet, Mobiliteit, Infrastructuur, Landbouw, Erfgoed, aandachtsbestuurder voor wijk- en dorpsraden van Megen, Haren Macharen, Geffen en Oss Centrum.
- Dhr. C.P.W. (Kees) van Geffen (VDG), 4e locoburgemeester, Werk en inkomen, Armoedebeleid en schuldhulpverlening, Arbeidsparticipatie, Onderwijs, Sport en gezondheid/leefstijl, Energietransitie, aandachtsbestuurder voor wijk- en dorpsraden van Ravenstein en Oss Zuid.
- Dhr. D. (Dolf) Warris (GroenLinks), 5e locoburgemeester, Openbare ruimte, Klimaatadaptatie en milieu, Stadscentrum en haar evenementen, Cultuur, jeugdzorg, Plan Walkwartier, Plan Lievekamp, aandachtsbestuurder voor wijk en dorpsraden Berghem en Schadewijk.

Gemeentesecretaris:
- Dhr. drs. H. (Henk) Mensink, Eerste adviseur van college van burgemeester en wethouders, Eindverantwoordelijke voor de ambtelijke organisatie, Voorzitter Directie Team, WOR-bestuurder.[8]

## Erfgoed

### Monumenten
In de gemeente zijn er een aantal rijksmonumenten, gemeentelijke monumenten en oorlogsmonumenten, zie:
- Lijst van rijksmonumenten in Oss (plaats)
- Lijst van rijksmonumenten in Oss (gemeente)
- Lijst van gemeentelijke monumenten in Oss (plaats)
- Lijst van gemeentelijke monumenten in Oss (gemeente)
- Lijst van oorlogsmonumenten in Oss
- Lijst van Stolpersteine in Oss

In Oss zijn er in totaal voor 263 (Joodse) personen Stolpersteine of struikelstenen aangebracht, in het kader van het project van Gunter Demnig dat de slachtoffers van het nationaalsocialisme zichtbaar maakt in de straat. 

### Kunst
- Lijst van beelden in Oss

## Aangrenzende gemeenten
| Aangrenzende gemeenten | Aangrenzende gemeenten | Aangrenzende gemeenten  | Aangrenzende gemeenten | Aangrenzende gemeenten |
| ---------------------- | ---------------------- | ----------------------- | ---------------------- | ---------------------- |
|                        |                        | West Maas en Waal (Gld) |                        | Wijchen (Gld)          |
|                        |                        |                         |                        |                        |
| Maasdriel (Gld)        |                        |                         |                        |                        |
|                        |                        |                         |                        |                        |
| 's-Hertogenbosch       |                        | Maashorst               |                        | Land van Cuijk         |

## Stedenband
Oss heeft sinds 2012 een stedenband met:
- Taizhou (China)